# Трициус, Александр Ян

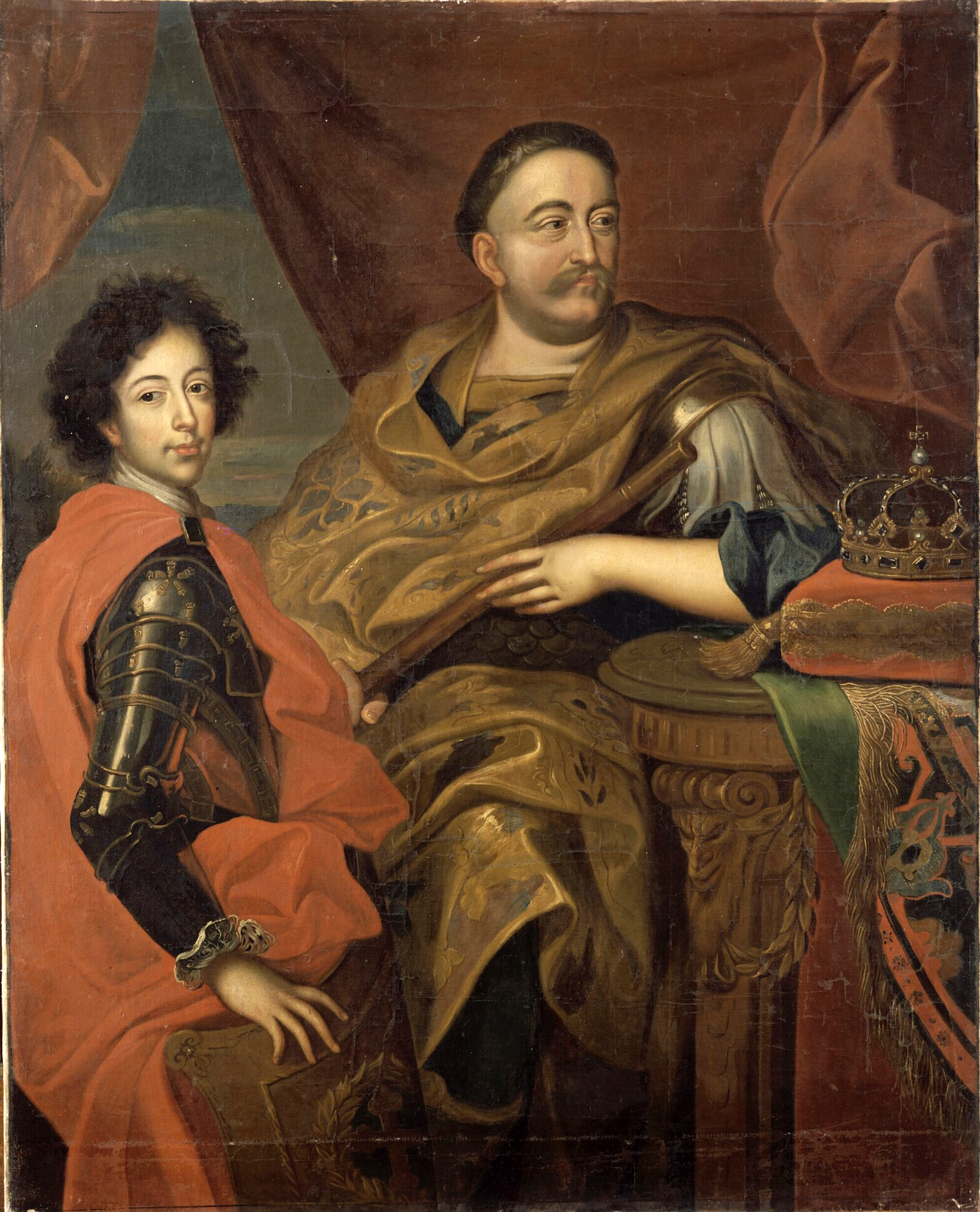
Художник Александр Ян Трициус. Портрет Яна III Собеского с сыном Якубом

Александр Ян Трициус или Третко (пол. Alexandre Jan Tricius; ок. 1620 — ок. 1692) — польский художник и реставратор, представитель польского барокко.

## Биография
Александр Ян Трициус учился живописи в Париже у Н. Пуссена, Антверпене у Я. Йорданса. После возвращения на родину продолжил учебу в Данциге. С 1655 года поселился в Кракове.
Александр Ян Трициус был придворным художником у польских королей Яна II Казимира, Михаила Корибута Вишневецкого и Яна III Собеского.
В 1684 году Ян III Собеский назначил его интендантом Вавельского замка.

## Творчество
Александр Ян  Трициус создал ряд портретов польских королей, светских аристократов и высших духовных лиц в стиле барокко, а также картин религиозной тематики.
Александр Ян Трициус занимался также восстановлением более ранних живописных произведений искусства на Вавеле.